# Claudia Jeschke
Claudia Jeschke (geboren 1950 in Ludwigsburg) ist eine deutsche Choreografin, Theater- und Tanzwissenschaftlerin. Sie war Professorin für Tanzwissenschaft an der Universität Salzburg.

## Akademischer Werdegang
Claudia Jeschke bildete sich in München, New York und Philadelphia zur Tänzerin und Schauspielerin aus. Sie war Tänzerin beim Tanzprojekt München sowie Choreographin am Residenztheater und den Kammerspielen München.
Sie studierte Theaterwissenschaft und Germanistik an der Ludwig-Maximilians-Universität München und schloss ihre Promotion im Jahr 1979 mit einer Arbeit über Geschichte und Methode von Tanzschriften ab. Von 1980 bis 1990 war sie wissenschaftliche Mitarbeiterin am Institut für Theaterwissenschaft in München, 1994 Professorin am Institut für Theaterwissenschaft an der Universität Leipzig, wo sie sich habilitierte. Im Anschluss erhielt sie eine Professur für Tanzwissenschaft an der Hochschule für Musik und Tanz Köln. Im Jahr 2004 wurde sie auf eine Professur für Tanzwissenschaft an die Universität Salzburg berufen und war dort auch Leiterin des Tanzarchivs Derra de Moroda Dance. Seit 2015 ist sie pensioniert.

## Werk
In ihren wissenschaftlichen Publikationen als Autorin und Herausgeberin befasste sie sich mit Tanzgeschichte vor allem unter bewegungsanalytischen und praxisorientierten Gesichtspunkten. Sie war beteiligt an Rekonstruktionen von tänzerischen Darbietungen des 18., 19. und 20. Jahrhunderts. So rekonstruierte sie im Rahmen des Münchner Dance-Festivals 2019 mit Ivan Liška eine Duett-Formation der Schwabinger Ausdruckstänzerin Clotilde von Derp mit Alexander Sacharoff.
Ein Schwerpunkt ihrer Forschung sind Verfahren der Tanznotation. In ihrem zweibändigen Werk Tanz als Bewegungstext entwickelte sie unter Mitwirkung von Cary Rick ein neues System zur Bewegungsanalyse (Inventarisierung von Bewegung), das sie auf Bewegungen von Tänzen wie Martha Grahams Lamentation oder Dore Hoyers Angst, den Charleston und den Twist anwandte.
Jeschke gilt als Ballets Russes-Expertin und gehört zu den wenigen Historiografen der Ballets Russes im deutschsprachigen Raum. Zum 100-Jahr-Jubiläum des Ballettensembles war sie Mitherausgeberin und Autorin des Begleitbandes Schwäne und Feuervögel. Die Ballets Russes 1909–1929 zur gleichnamigen Ausstellung im Theatermuseum Berlin und Theatermuseum Wien, in dem sie unter anderem lange unveröffentlichtes Material aus russischen Archiven veröffentlichte. Sie beschäftigte sich eingehend mit Vaslav Nijinsky und dessen Bewegungssprache und Bewegungsnotation. Unter anderem rekonstruierte sie Nijinskys Choreografie L’aprés-midi d’un Faune. Ihre Monografie zusammen mit Ann Hutchinson Guest (1918–2022) unter dem Titel Nijinsky 's Faune Restored präsentierte laut einer Rezension im Dance Research Journal zum ersten Mal eine vollständige Labanotation-Partitur des Balletts mit Fotos, Produktionsnotizen und historischem Material, das notwendig ist, um das Werk von Grund auf neu inszenieren zu können.

## Auszeichnungen
- 2019: Tanzpreis der Landeshauptstadt München[11]

## Veröffentlichungen
Monografien
- Tanzschriften. Ihre Geschichte und Methode. Die illustrierte Darstellung eines Phänomens von den Anfängen bis zur Gegenwart. Comes Verlag, Bad Reichenhall 1983, ISBN 978-3-88820-001-4. (Zugleich Dissertation Universität München)
- Mit Jean-Michel Nectoux, Ann Hutchinson Guest: Nijinsky. Prélude à l’après-midi d’un faune. Verlag Adam Biro, Paris 1989, ISBN 978-82-8766-005-6 (französisch).
- Mit Ann Hutchinson Guest: Nijinsky’s Faune Restor. A Study of Vaslav Nijinsky’s 1915 Dance Score “L’Après-Midi d’un Faune” and his Dance Notation System. Gordon and Breach, Philadelphia 1991, ISBN 2-88124-819-5 (englisch).
- Tanz als Bewegungstext. Analysen zum Verhältnis von Tanztheater und Gesellschaftstanz (1910–1965), (zwei Bände, unter Mitwirkung von Cary Rick). Verlag Max Niemeyer, Tübingen 1999, ISBN 978-3-484-66028-1, Reprint 2010.

als Herausgeberin und Autorin
- Spiegelungen. Die Ballets Russes und die Künste. Verlag Vorwerk 8, Berlin 1997, ISBN 978-3-930916-11-5.
- Mit Helmut Zedelmaier: Andere Körper – fremde Bewegungen. Theatrale und öffentliche Inszenierungen im 19. Jahrhundert. (Aufsatzsammlung) Lit Verlag, Münster 2005, ISBN 978-3-8258-8546-5.
- Mit Nicole Haitzinger: Schwäne und Feuervögel. Die Ballets Russes 1909–1929. Russische Bildwelten in Bewegung. Henschelverlag, Leipzig 2009, ISBN 978-3-89487-630-2.
- Mit Irene Brandenburg; Zwischenzonen. Bewegungskünste im 19. Jahrhundert – Tanz, Oper, Zirkus, Varieté. Epodium Verlag, München 2020, ISBN 978-3-940388-76-6:

Aufsätze und Beträge
- Mit Gabi Vettermann: Isadora Duncan, Berlin and Munich in 1906. Just an Ordinary Year in a Dancer’s Carreer. In: Dance Chronicle 18/2 (1995), veröffentlicht bei Taylor & Francis, S. 217–229.
- Mit Gabi Vettermann: Tanzforschung. Geschichte – Methoden. In: Konzepte der Tanzkultur. Wissen und Wege der Tanzforschung, hrsg. v. Margrit Bischof und Claudia Rosiny, Transcript Verlag, Bielefeld 2010, ISBN 978-3-8376-1440-4, S. 207–226.
- Die Bewegungsfreiheit des Librettisten. Jean Cocteau als Choreograph. In: Rita Rieger (Hrsg.): Bewegungsfreiheit. Tanz als kulturelle Manifestation (1900–1950), Transcript Verlag, Bielefeld 2017, ISBN 978-3-8376-3831-8, S. 91–110.